# Barby (Angleterre)
Pour les articles homonymes, voir Barby.
Barby est un village et une paroisse civile du Northamptonshire, en Angleterre. Administrativement, il relève de l'autorité unitaire du West Northamptonshire et se situe à environ 11 km au nord de la ville de Daventry. Au moment du recensement de 2011, il comptait 2 336 habitants.

## Jumelage
- Vulaines-sur-Seine (France)